# Горячёва, Маха
Мари́я Айва́ровна (Ма́ха) Горячёва; (род. 5 июля 1999, Ленинградская область) — российский видеоблогер (тиктокер) и певица. Участница тиктокерского дома («тикток-хауса») Dream Team House.

## Биография
Мария Айваровна Горячёва родилась 5 июля 1999 года в Ленинградской области в семье Айвара Неймла и Светланы Горячёвых. Есть старший брат Евгений.
До девятого класса училась в гимназии, позже перешла на домашнее обучение. Училась в Российском экономическом университете имени Г. В. Плеханова, но бросила.
Проходила курсы стилиста и училась в модельной школе. Пробовала работать актрисой. Сыграла эпизодические роли в проектах «Клинч» и «Братаны», а с 2014 года участвовала в выпуске сериалах «Не было бы счастья 2» и «Инспектор Купер 2».
В 2015 году создала YouTube-канал, где снимала влоги на разные темы, рассказывала про путешествия и события в своей жизни.
В марте 2020 года стала участницей тикток-хауса Dream Team House.
Снялась совместно с Даней Милохиным, Артуром Бабичем и Олегом Романенко в клипе Rozalia и Эльдара Джарахова «Собака писала».
24 сентября 2020 года вышел трек «Так хорошо». 4 ноября 2020 года вышел трек «Бровные танцы». 19 декабря 2020 вышел трек «Новогодиться».
В феврале 2021 года стала соведущей Вани Корнеева в шоу «Вечерний лайк».

## Дискография

### Синглы
| Год  | Название        | Примечания                        |
| ---- | --------------- | --------------------------------- |
| 2020 | «Так хорошо»    | цифровой сингл, вып. 24 сен. 2020 |
| 2020 | «Бровные танцы» | цифровой сингл, вып. 4 нояб. 2020 |
| 2020 | «Новогодиться»  | цифровой сингл, вып. 18 дек. 2020 |

## Награды и номинации
| Год  | Премия                                           | Номинация            | Результат | Ист.      |
| ---- | ------------------------------------------------ | -------------------- | --------- | --------- |
| 2020 | Итоги года 2020 по версии телеканала «ТНТ Music» | Лучший тиктокер года | Номинация | 9-е место |